# مخطمة (لجام)
المَخْطَمة هي جزء من لجام الفرس يحيط بأنف وفك الفرس.